# The Power and the Glory (Gentle Giant)
The Power and the Glory è il sesto album in studio del gruppo britannico di rock progressivo Gentle Giant, pubblicato nel 1974.
Il disco è un concept album incentrato sulla rappresentazione, in parte satirica e grottesca, di un re immaginario.

## Tracce
Testi e musiche di Kerry Minnear, Derek Shulman e Ray Shulman.
Lato A
1. Proclamation – 6:47
2. So Sincere – 3:51
3. Aspirations – 4:40
4. Playing the Game – 6:46

Lato B
1. Cogs in Cogs – 3:07
2. No Gods a Man – 4:27
3. The Face – 4:12
4. Valedictory – 3:21

Traccia extra CD
1. The Power and the Glory – 2:52

## Formazione
- Gary Green – chitarra, percussioni
- Kerry Minnear – pianoforte, organo Hammond, vibrafono, percussioni, violoncello, moog, voce, cori
- Derek Shulman – voce, sassofono contralto
- Ray Shulman – basso, violino, chitarra, percussioni, voce
- John Weathers – batteria, percussioni, xilofono